# Gosteleradio
Il Comitato di stato dell'URSS per la radiodiffusione televisiva e radiofonica (in russo Государственный комитет СССР по телевидению и радиовещанию?, Gosudarstvennyj komitet SSSR po televideniju i radioveščaniju), abbreviato in Gosteleradio SSSR, è stato il principale editore radiotelevisivo di stato dell'Unione Sovietica dal 10 settembre 1931 al 1º aprile 1991. 

## Storia
Il 10 settembre 1931, il Commissariato popolare per le poste e i telegrafi dell'URSS (NKPT SSSR) istituì il Comitato sulla radiodiffusione di tutta l'Unione, includendo le divisioni per l'educazione politica, scientifica, artistica, per le trasmissioni locali e l'azienda "Radiofilm". Il 31 gennaio 1933, fu separato dal NKPT SSSR e divenne il Comitato sulla radioficazione e la radiodiffusione di tutta l'Unione posto sotto il Consiglio dei commissari del popolo dell'Unione Sovietica, rinominato nel 1946 come Consiglio dei Ministri dell'URSS. Nel 1949, il Comitato fu suddiviso nel Comitato di informazione radiofonica, con programmi inter-repubblicani, e nel Comitato di radiodiffusione, con programmi internazionali. Nel 1953, entrambi i comitati furono accorpati nel Ministero della cultura dell'URSS (MK SSSR) rispettivamente come il Principale dipartimento di informazione radiofonica del MK SSSR (GURI) e il Principale dipartimento di radiodiffusione dell'MK SSSR (GURV). 
Il 16 maggio 1957, il GURI fu separato dal ministero della Cultura dell'URSS e divenne il Comitato statale per la radiodiffusione e la televisione del Sovmin, mentre il GURV fu trasferito nel Comitato statale per le relazioni culturali con i paesi stranieri, e fu unito nel 28 maggio 1959 al Comitato di radiodiffusione e televisione. Il 24 aprile 1962, fu trasformato nel Comitato di Stato del Consiglio dei Ministri dell'URSS per la radiodiffusione e la televisione, il 9 dicembre 1965 fu rinominato in Comitato di radiodiffusione e televisione del Consiglio dei Ministri dell'URSS e il 15 luglio 1970 divenne il Comitato di Stato del Consiglio dei Ministri dell'URSS sulle trasmissioni televisive e radiofoniche. Il 5 luglio 1978, fu ribattezzato in Comitato di televisione e radiodiffusione statale dell'URSS.
L'8 febbraio 1991 fu creata la Compagnia statale di trasmissioni di tutta l'Unione. In seguito alla dissoluzione dell'URSS, il 27 dicembre 1991 fu fondata la compagnia televisiva e radiofonica statale russa Ostankino, successivamente sciolta il 12 ottobre 1995. 

## Presidenti
Il Gosteleradio era presieduto dal presidente del Soviet Supremo dell'URSS e ad affiancarlo poteva esserci un comitato consultivo.
- 1931—1933 — F. J. Kon
- 1933—1936 — P. M. Keržencev
- 1936—1939 — K. A. Mal'cev
- 1939—1941 — G. I. Stukov
- 1941—1944 — D. A. Polikarpov
- 1944—1949/53 — A. A. Puzin (radioinformazione); 1950—1953 — S. A. Vinogradov (radiodiffusione)
- 1957—1959 — D. I. Česnokov
- 1959—1962 — S. V. Kaftanov
- 1962—1964 — M. A. Charlamov
- 1964—1970 — N. N. Mesjacev
- 1970—1985 — S. G. Lapin
- 1985—1989 — A. N. Aksёnov
- 1989—1990 — M. F. Nenaшev
- 14 novembre 1990 — 8 febbraio 1991 — L. P. Kravčenko

## Organizzazione
I seguenti uffici e dipartimenti venivano supervisionati dal primo vice presidente del Gosteleradio: 
- Principale ufficio tecnico e di produzione (dal 1988 - principale direzione scientifico-tecnica e di produzione e principale direzione economica)
- Dipartimento di costruzione di capitali (dal 1988 - Direzione generale della costruzione e riparazione di capitali)
- Gestione della logistica
- Gestione del personale (dal 1988 - Ufficio del personale e dello sviluppo sociale)
- Ufficio di contabilità, segnalazioni e revisioni (dal 1988 - Ufficio di contabilità e controllo)
- Cancelleria (dal 1988 - Economia aziendale)
- Dipartimento speciale, aggiunto nel 1988 al dipartimento legale
- Dipartimento di controllo tecnico
- Dipartimento informazioni
- Direzione generale delle relazioni esterne (alla fine degli anni cinquanta, fu creato l'ufficio di scambio di programmi televisivi dello Studio televisivo centrale, nell'ambito del quale fu creato il dipartimento di scambio internazionale, nel 1964 fu fuso con il dipartimento di relazioni internazionali e il dipartimento di scambio radio con l'ufficio editoriale dello scambio internazionale di programmi di radiodiffusione e televisione con l'estero, nel 1965 fu creato uno studio di scambio per programmi televisivi, mentre nel 1970 uno studio di scambio, un dipartimento di relazioni internazionali, un dipartimento per preparare lezioni di lingua russa per gli studi radiofonici stranieri e il dipartimento di scambio radio vennero fusi nella direzione generale delle relazioni esterne)

### Central'noe televidenie

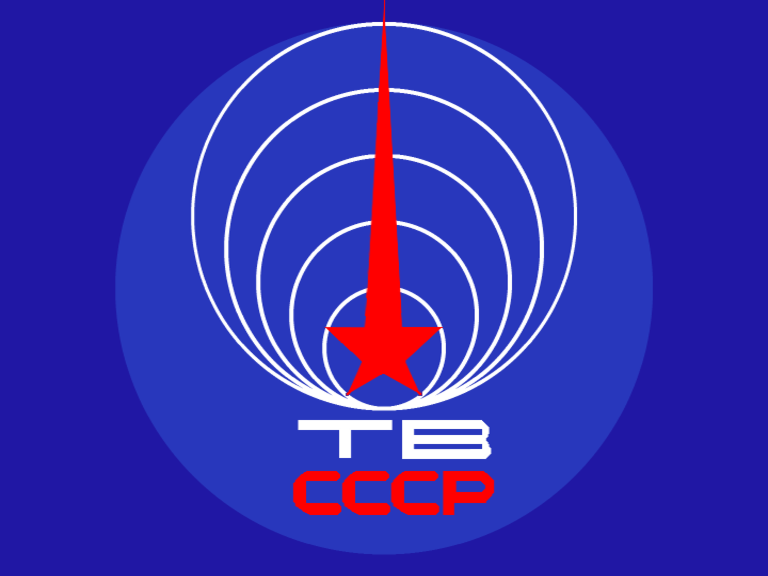
Logo della CT SSSR.

La Central'noe televidenie SSSR (CT SSSR) era l'emittente di stato dell'Unione Sovietica ed era direttamente controllata dal presidente del Gosteleradio con la supervisione di uno dei suoi deputati, fino agli anni sessanta. Lo studio centrale era gestito da un regista (che era d'ufficio il vice presidente del Gosteleradio), un direttore principale e un direttore generale. Trasmetteva su 12 canali, 8 dei quali destinati ad aree remote: 
- Pervaja programma CT era un canale generalista dedicata all'informazione proveniente da tutto il paese, alla sociopolitica e alla cultura, ed era presente principalmente nella parte europea dell'URSS. Aveva 4 doppioni, tenendo conto del fuso orario per gli Urali, le repubbliche dell'Asia centrale e del Kazakistan, la Siberia occidentale e orientale, l'Estremo Oriente (trasmessi grazie ai satelliti Orbita-4, Orbita-3, Orbita-2 e Orbita-1), e dal 1988 anche il doppione mondiale Moskva Global'naja,[14] destinato al personale diplomatico e consolare dell'URSS[15]
- Vtoraja programma CT era dedicato all'arte, allo sviluppo cognitivo-culturale e allo sport. Includeva una parte significativa delle ritrasmissioni e aveva anch'esso 4 doppi come il I programma
- Tret'ja programma CT era un canale d'informazione, giornalistico e di arte. La maggior parte del suo palinsesto era dedicata a programmi sulla vita a Mosca e della sua oblast', dove il segnale veniva ricevuto
- Četvërtaja programma CT era dedicato alle scienze educative e popolari

Sempre a Mosca, i singoli programmi venivano stati trasmessi in modo irregolare sul VI programma (il Leningradskaja programma veniva trasmesso sul quinto canale).
Dal 1967, la registrazione di programmi televisivi e concerti televisivi per la trasmissione è stata effettuata nel ASK-1 del Centro tecnico televisivo nella ulica Akademika Korolëva 12, dove si trovavano anche gli uffici editoriali, mentre gli spettacoli venivano registrati nel Palazzo della Cultura dello stabilimento di lampade elettriche di Mosca nella ploščad’ Žuravlëva. I programmi scientifici ed educativi venivano registrati e trasmessi nel ASK-2 nella ulica Šabalovka, mentre la trasmissione di repliche e dirette era condotta dal centro ASK-3 del Centro tecnico televisivo situato nella ulica Akademika Korolëva vicino all'ASK-1.

Apparatno-studijnyj kompleks
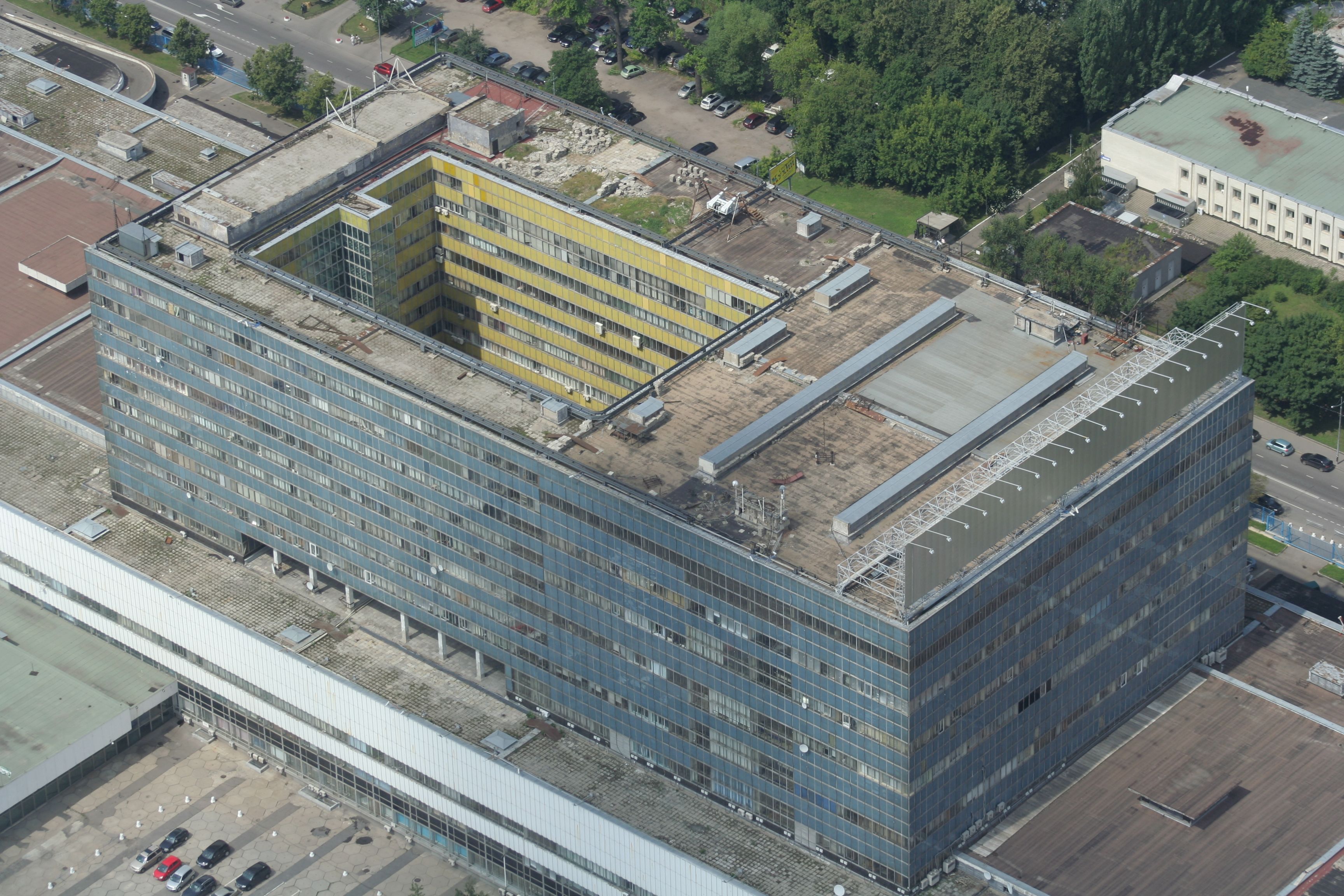
ASK-1.
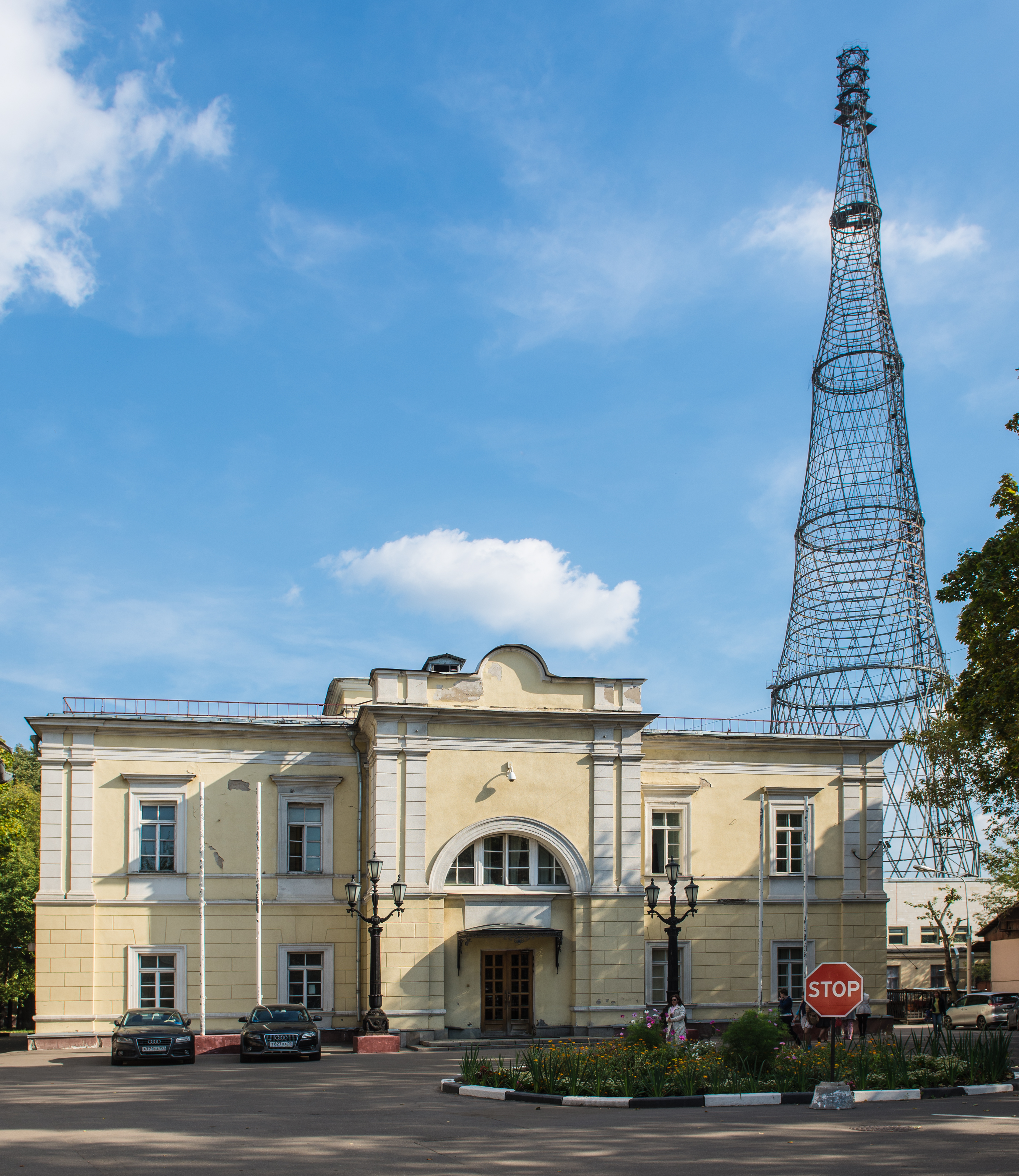
ASK-2.
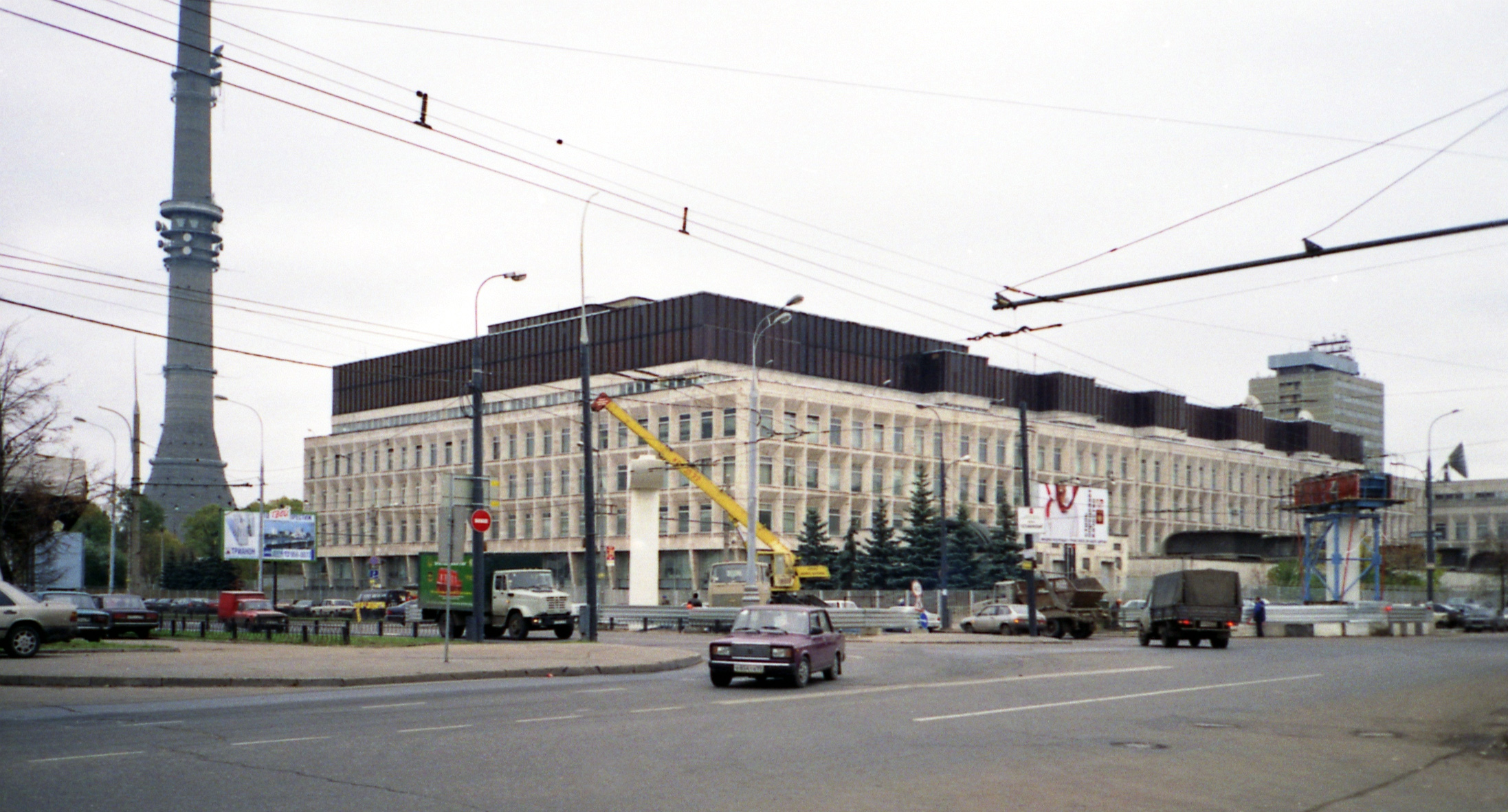
ASK-3.

### Central’noe vnutrisojuznoe radioveščanie
La Central’noe vnutrisojuznoe radioveščanie (CVR, lett. "Radiodiffusione centrale di tutta l'Unione") era direttamente controllata dal presidente del Gosteleradio con la supervisione di uno dei suoi deputati. Trasmetteva su 12 canali, 8 dei quali destinati ad aree remote mentre i principali erano:
- I programma, trasmesso in tutta l'URSS, era dedicato all'informazione, alla sociopolitica, alla cultura e all'arte. Aveva 4 doppioni che trasmettevano in base ai fusi orari per gli Urali, le repubbliche dell'Asia centrale e del Kazakistan, la Siberia occidentale, la Siberia orientale, l'Estremo Oriente (Radio Orbita 4, Radio Orbita 3, Radio Orbita 2 e Radio Orbita 1),[16] e dal 1988 la sua programmazione era riproposta sulle frequenze di Moskva Global'naja
- II programma (Majak), trasmesso in tutta l'URSS, era dedicato all'informazione musicale
- III programma, trasmesso in tutta l'URSS, era dedicato all'educazione in generale, alla musica e alla letteratura. Aveva anch'esso 4 doppioni come il I programma ("Dubl' 4, Dubl' 3, Dubl 2 e Dubl' 1)[17]
- IV programma, dedicato alla musica, era ricevuto ricevuta nei sobborghi e nelle aree circostanti su onde medie e ultracorte
- Moskovskoe Radio (dal 1 gennaio 1989, Vsemirnaja russkaja programma)[18][19][14] era dedicato all'informazione, alla sociopolitica e all'artistica ed era indirizzato ai cittadini dell'URSS situati al di fuori del paese (marinai, pescatori, esploratori polari, ecc.)[20]

Dal 1938 al 1957, gli studi per la registrazione dei programmi radiofonici, per la trasmissioni in differita e in diretta erano situati nell'edificio del Sovinformbjuro (Bureau d'informazione sovietico) nel Strastnoj bul'var, dove si trovavano anche gli uffici editoriali e il personale amministrativo. Dal 1957, la registrazione di programmi, spettacoli e concerti per la trasmissione radiofonica e la pubblicazione su dischi in vinile o nastri magnetici in vendita a privati o altre emittenti (sia locali che straniere), veniva effettuata nell'edificio della "Casa statale della radiodiffusione e della registrazione sonora" (in russo Государственный дом радиовещания и звукозаписи?, Gosudarstvennyj dom radioveščanija i zvukozapisi, GDRZ) sulla ulica Malaja Nikitskaja. La trasmissione dei programmi radiofonici pre-registrati o in diretta venivano condotte dall'ASK-3 del Centro tecnico televisivo nella ulica Akademika Korolëva (dal 1957-1980 dall'edificio tecnico della GDRZ in ulica Pjatnitskaja), dove si trovavano anche degli uffici editoriali.

## Istituzioni e organizzazioni
- Fondo statale per programmi televisivi e radiofonici, diretto dall'editore capo
- Centro per la programmazione scientifica (precedentemente, Redazione principale di lettere e ricerca sociologica), gestito dal caporedattore e situato nell'ASK-2
- TO Ekran (dal 1988, TPO Sojuztelefil'm), guidato dal caporedattore e dal regista principale, c'era anche un ruolo di direttore che fino al 1970 era anche vicedirettore della CT SSSR.[23] Le riprese e la realizzazione delle sceneggiature venivano effettuate nell'ASK-1
- Studios: film per la televisione, documentari televisivi, programmi musicali, film televisivi animati
- Dipartimenti: ordinazione di programmi televisivi, cronache
- Ostankino (prec. Televizionnyj techničeskij centr imeni 50-letija Oktjabrja), centro tecnico televisivo posto sotto la supervisione del vice presidente del Gosteleradio e diretto da un ingegnere capo
- Gosudarstvennyj dom radioveščanija i zvukozapisi (GDRiZ, lett. "Casa statale di radiodiffusione e registrazione sonora"), diretto da un ingegnere capo
- Redazione della rivista Televidenie i radioveščanie
- Redazione della rivista Govorit i pokazyvaet Moskva[24]
- Redazione della rivista musicale Krugozor (situata nell'edificio della GDRiZ), in collaborazione con l'etichetta discografica Melodija[25][26]
- Redazione della rivista musicale Kolobok (nel 1988 fu creata la redazione principale delle pubblicazioni sonore di massa)
- Istituto di tutta l'Unione per studi avanzati dei lavoratori nella televisione e nella radiodiffusione (Vsesojuznyj institut povyšeniâ kvalifikacii rabotnikov televidenija i radioveščanija)
- Istituto di ricerca di tutta l'Unione per la trasmissione radiotelevisiva (Vsesojuznyj naučno-issledovatel’skij institut televidenija i radioveščanija, VNIITR)

### Comitati locali di diffusione televisiva e radiofonica
I comitati televisivi e radiofonici repubblicani erano attivi in tutte le repubbliche dell'Unione Sovietica, ad eccezione dell'RSFS Russa, ed erano subordinati al Consiglio dei ministri della Repubblica di competenza e al Gosteleradio, presieduto dai presidenti sotto i quali operava il comitato editoriale. I comitati televisivi e radiofonici locali erano presenti in tutte le repubbliche socialiste sovietiche autonome, krai, oblasti, oblasti autonome e 3 okrug autonomi, ad eccezione delle aree metropolitane di Mosca e delle capitali delle repubbliche dell'Unione con divisione regionale, nonché un certo numero di regioni della RSSA Tagika e Turkmena.
Le trasmissioni provenivano dal centro radiotelevisivo dell'oblast' (repubblicano, kraj), ad eccezione della trasmissione in Leningrado trasmessa dalla Casa di Leningrado della radiodiffusione e registrazioni sonore sulla Malaja Sadovaja. Fino alla metà degli anni settanta e all'inizio degli anni ottanta in molte regioni le trasmissioni venivano da altri enti locali.

### Studi televisivi
Fino al 1987, gli studi televisivi erano situati tutte le capitali dell'Unione e delle repubbliche autonome, nei centri dei kraj (tranne Stavropol'), centri degli oblast' (tranne Ivanovo, Kostroma, Vladimir, Rjazan', Kaluga, Kaliningrad, Tambov, Lipeck, Belgorod, Novgorod, Abakan, Poltava, Čerkasy, Vinnycja, Rovno, Chmelnickij, Ternopil', Mogilevsk e un certo numero di oblast' della RSS numero di regioni della RSS Tagika e Turkmena) e fino al 1982 in alcune grandi città (Vorkuta, Soči, Magnitogorsk, Noril'sk e Komsomol'sk e precedentemente in Bratsk, Igarka, Bijsk e Raichikha). Trasmettevano programmi informativi, sociopolitici e artistici, repliche dei programmi trasmessi dalla CT SSSR, filmati di repertorio e film televisivi prodotti dalla Ekran dagli studi cinematografici del Goskino, Erano gestiti dai direttori che d'ufficio e tra il vicepresidente del comitato televisivo e radiofonico, dai capiredattori e dai direttori principali. La maggior parte degli studi sono stati creati negli anni cinquanta e sessanta.

### Radiotelecentr
Il Centro radiotelevisivo (Radiotelecentr) era subordinato al Ministero delle comunicazioni dell'URSS fino alla metà degli anni sessanta. Fu attivo nelle stesse città in cui operavano gli studi televisivi e nel 1982 i centri di radiodiffusione delle città che non erano centri degli oblast' o dei kraj furono riorganizzati in sezioni del centro radiotelevisivo. Aveva un direttore, che era d'ufficio il vicepresidente del comitato televisivo e radiofonico su questioni tecniche, e un ingegnere capo.